# Saint-Laurent, Ardennes
 Saint-Laurent  là một xã ở tỉnh Ardennes, thuộc vùng Grand Est ở phía bắc nước Pháp.